# Historischer Postkurs
Der Historische Postkurs war eine Rekonstruktion des ehemaligen Niederländischen Postkurses. Die Idee entstand 1988 anlässlich der Feier 500 Jahre Post im Jahr 1990.

## Rekonstruktion
Im Sommer 1988 bat der Postkutschenbesitzer Andreas Nemitz aus Pähl (Oberbayern) den Inhaber der PR-Agentur medien+kommunikation Harry P. Jost (Starnberg), ihm ein Konzept für eine historische Postkutschenreise zwischen Innsbruck (Österreich) und Mechelen (Belgien) zu entwickeln, die er dem damaligen Bundesministerium für Post und Telekommunikation anlässlich der bevorstehenden 500-Jahr-Feier (1990) anbieten wollte. Der Journalist Jost legte wenige Wochen später zusammen mit Nemitz diese Konzeption der dem Ministerium angegliederten Firma Detecon vor. Sie erhielten daraufhin den Auftrag, nicht nur die vorgeschlagene historische Postkutschenfahrt durchzuführen, sondern auch historisch getreu eine Winter- und eine Sommerpostreiterstafette zwischen Innsbruck und Mechelen auszuarbeiten und zu organisieren. Im Laufe der Recherchen und in Zusammenarbeit mit den Postverwaltungen in Deutschland, Österreich und Belgien wurde der Historische Postkurs entwickelt und von Jost und Nemitz hierzu eine GmbH gegründet. Für Deutschland entwickelte diese GmbH, die personell von der PR-Agentur bestückt wurde, auf Wunsch des Ministeriums zwei vier- bzw. fünfstrahlige Postkutschen-Sternfahrten, deren Ziel im Frühsommer die damalige Bundeshauptstadt Bonn und im Spätsommer Frankfurt am Main war. Über sämtliche Postämter bundesweit konnte man 1989 und 1990 Tagesreisen oder sogar komplette Sternfahrtstrecken mit den Kutschen, Übernachtungen und Vollpension buchen, die u. a. in Garmisch-Partenkirchen, Hof (Saale), Glücksburg, Saarbrücken und Berlin starteten. Die Gäste erhielten an den jeweiligen Startorten historische Kostüme und wurden von mehreren Maskenbildnerinnen geschminkt und mit Perücken oder Bärten versehen.
Der große Start der ersten Reiterstafette erfolgte in Innsbruck während einer TV-Live-Schaltung am 1. Januar 1990 um exakt 12 Uhr, wodurch der Beginn des traditionellen Neujahrskonzertes der Wiener Philharmoniker verschoben werden musste. Nach dieser ersten, von ihm erfolgreich durchgeführten Großveranstaltung zog sich allerdings der Geschäftsführer Andreas Nemitz von der Firma zurück, nachdem sein Partner, Harry P. Jost, den Kostenumfang von ursprünglich ca. 2 Millionen DM auf schließlich 24 Millionen DM aufgeblasen hatte und überdies die fachliche Kompetenz des zu beauftragenden Krefelder Kutschenkontors ihm nicht ausreichend erschien. Jost führte fortan die Planung und Organisation mit seinem Team von rund 30 festen und über 60 freien Mitarbeitern alleine durch, wobei die hippologische Vorbereitung und Durchführung, an der bis zu sechzig Pferde und Postreiter sowie etliche Tierärzte beteiligt waren, in der Verantwortung seiner Ehefrau Barbara Rieser (Alzheim/Eifel), Mathematikerin und erfahrene Wanderreiterin, lag. Sie führte die Stafetten historisch korrekt im Sommer in 5,5 Tagen an ihr Ziel in Mechelen bzw. Innsbruck. In Mechelen sogar auf die Minute genau in eine Live-Sendung des belgischen Fernsehens und auf einen völlig überfüllten Platz mit über 5.000 Besuchern. Ein Chaos drohte, als im gleichen Moment, entgegen den vorherigen Absprachen, ein Feuerwerk gestartet wurde. Zum Glück ohne Folgen.
Nach den Sommerstafetten übernahm Frau Rieser als stellvertretende Einsatzleiterin auch die Mitverantwortung der Postkutschreisen, deren krönender Abschluss auf dem Frankfurter Römer stattfand, der ebenfalls mit mehreren Tausend Besuchern und einem historischen Markt so überfüllt war, dass die Postkutschen, die teilweise 12- und sogar 16-spännig vorfuhren, in der Menschenmenge stecken blieben. Die Ehrengäste, Postminister Christian Schwarz-Schilling und Gloria von Thurn und Taxis, mussten sich deshalb von ihrer Postkutsche aus durch die Menschenmenge zur Bühne zwängen, wo sie vom Postkurs-Team erwartete wurden.
1991 wurde die Historische Postkurs GmbH wieder aufgelöst. Die bei den Stafettenritten angefertigten und auf den Pferden mitgeführten Stafettenzettel mit den Originalstempeln aller Wechselstationen gingen an die drei Postmuseen in Deutschland, Österreich und Belgien. Die Veranstaltungen des Historischen Postkurs verzeichneten insgesamt eine Berichterstattung von mehr als Hundertmillionen Auflage in den Printmedien und über zehn Stunden Sendezeit in Hörfunk und Fernsehen.

## Philatelie

Bundesdeutsche und Berliner Marke mit dem Stempel aus Bonn

Das Jubiläum 500 Jahre Europäische Postverbindungen wurde auch in den beteiligen Ländern Belgien, Deutschland (Bundespost, Bundespost Berlin und DDR) und Österreich dazu benutzt, um eine Gemeinschaftsbriefmarke auszugeben. Das Motiv war Der Kleine Postreiter nach einem Stich von Albrecht Dürer.

Briefmarken-Jahrgang 1990 der Deutschen Bundespost
Briefmarken-Jahrgang 1990 der Deutschen Bundespost Berlin
Briefmarken-Jahrgang 1990 der Deutschen Post der DDR